# 佛伊湖

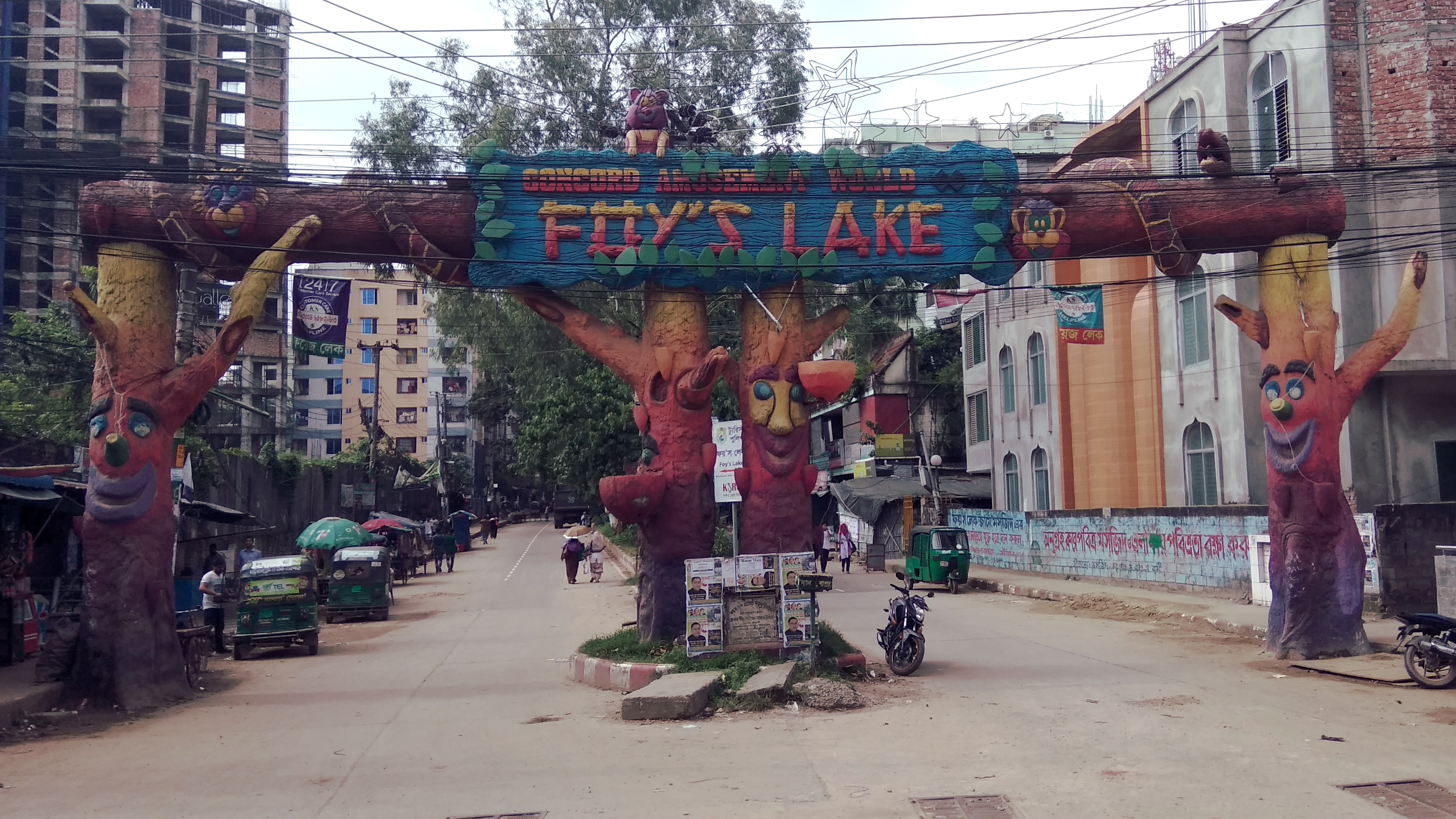
佛伊湖大门

佛伊湖（孟加拉语：ফয়েজ লেক，英语：Foy's Lake）是孟加拉国吉大港市的一个人工湖，以铁路工程师佛伊的名字命名。佛伊湖附近有佛伊湖娱乐大世界（Foy's Lake Amusement World）、海洋公园以及旅游度假村等设施，交通便捷，是吉大港市最受欢迎的景点之一。